# Лев Яшин. Вратарь моей мечты
«Лев Я́шин. Врата́рь мое́й мечты́» — российский спортивно-драматический фильм-биография 2019 года режиссёра Василия Чигинского. Основан на реальных событиях и повествует о жизни и спортивной карьере прославленного советского футбольного вратаря и лучшего в мире голкипера XX века Льва Ивановича Яшина (1929—1990).
Слоган картины — «На пьедестале народной любви».
Последний фильм, снятый по сценарию Владимира Валуцкого (1936—2015) и последняя кинороль актёра Владимира Андреева.
Премьерный показ фильма состоялся 25 ноября 2019 в киноцентре «Октябрь» в Москве; выход в широкий прокат, приуроченный к 90-летию со дня рождения Льва Яшина, состоялся 28 ноября 2019.
Телевизионная премьера прошла 12 июня 2020 года, в «День России», на «Первом канале».
В 2023 году фильм победил в номинации «Лучший фильм» на фестивале спортивного кино Paladino d’Oro в Италии.

## Сюжет
27 мая 1971 года. Москва в ожидании прощального матча знаменитого футбольного вратаря Льва Яшина на Большой спортивной арене Центрального стадиона имени В. И. Ленина. Впервые в истории советского футболиста будут чествовать все звёзды мирового футбола.
В преддверии этого события Лев Яшин вспоминает людей и матчи, с которыми была связана его спортивная карьера — и нелепый гол, пропущенный в первом же матче за основной состав «Динамо», после которого он сел на скамейку на два года; и упорные тренировки, вернувшие его в основную команду; и выступление за сборную СССР на чемпионате Европы в 1960 году; и неудачу на чемпионате мира 1962 года в Чили, когда от него отвернулись близкие друзья, болельщики освистывали его и, казалось, его карьере пришёл конец; и матч за сборную мира 23 октября 1963 года в Лондоне, посвящённый 100-летию английского футбола.

## В ролях
- Александр Фокин — Лев Иванович Яшин (в молодости), советский футбольный вратарь (дебют актёра в кино[6])
- Юлия Хлынина — Валентина Тимофеевна Яшина (в молодости), супруга Льва Яшина
- Александр Ермаков — Лев Иванович Яшин (в зрелом возрасте), советский футбольный вратарь
- Галина Беляева — Валентина Тимофеевна Яшина (в зрелом возрасте), супруга Льва Яшина
- Алексей Гуськов — Михаил Иосифович Якушин, главный тренер футбольного клуба «Динамо» (Москва) в 1953—1960 годах
- Алексей Кравченко — Алексей Петрович Хомич, вратарь ФК «Динамо» (Москва)
- Евгений Дятлов — Аркадий Иванович Чернышёв, тренер хоккейного клуба «Динамо» (Москва)
- Виталий Хаев — Александр Семёнович Пономарёв, старший тренер олимпийской сборной СССР по футболу
- Михаил Елисеев — Гавриил Дмитриевич Качалин, главный тренер сборной СССР по футболу в 1968—1970 годах
- Ян Цапник — собственный корреспондент «ТАСС»
- Александр Самойленко — Мишурин, чиновник Спорткомитета СССР
- Владимир Андреев — отец Мишурина
- Александр Бухаров — Константин Иванович Бесков, главный тренер футбольного клуба «Динамо» (Москва) в 1967—1973 годах
- Юрий Гальцев — директор школы
- Борис Каморзин — генерал
- Борис Щербаков — Мироныч, водитель автобуса
- Александр Пятков — Михалыч, дворник
- Анастасия Веденская — Лида, подруга Валентины Яшиной
- Ярослав Жалнин — Владимир Шабров, друг Льва Яшина
- Евгений Антропов — Михаил Галунов, друг детства Льва Яшина
- Андрей Леонов — Николай Николаевич Озеров, советский спортивный комментатор
- Станислав Концевич — Вадим Святославович Синявский, советский спортивный комментатор
- Франсиско Ольмо — Сантьяго Бернабеу, президент футбольного клуба «Реал Мадрид»
- Милена Радулович — переводчица Сантьяго Бернабеу
- Малхаз Абуладзе — Фернандо Риера, чилийский футболист, главный тренер сборной Чили по футболу в 1942—1950 годах
- Валерий Афанасьев — Иван Петрович Яшин, отец Льва Яшина
- Наталья Суркова — Александра Петровна Яшина, мачеха Льва Яшина
- Максим Сапрыкин — Борис Яшин (в детстве)
- Артём Вершинин — Борис Яшин
- Елисей Тарасенко — Лев Яшин (в детстве)
- Ирина Киреева — Ирина, старшая дочь Льва и Валентины Яшиных
- Рита Дьяченкова — Ирина (в школьном возрасте), старшая дочь Льва и Валентины Яшиных
- Виталия Корниенко — Ирина (в детстве), старшая дочь Льва и Валентины Яшиных
- Алиса Сапегина — Алёна, младшая дочь Льва и Валентины Яшиных
- Аделина Коблова — Алёна (в детстве), младшая дочь Льва и Валентины Яшиных
- Олег Капанец — Иван Иванович Станкевич, второй тренер ФК «Динамо» (Москва)
- Михаил Химичев — Всеволод Константинович Блинков, тренер ФК «Динамо» (Москва)
- Иван Титов — Валентин Козьмич Иванов, футболист
- Анжей Новосёлов — Валерий Воронин, футболист
- Ярослав Леонов — Эдуард Анатольевич Стрельцов, футболист
- Артём Ешкин — Виктор Владимирович Понедельник, футболист
- Дмитрий Белоцерковский — Игорь Александрович Нетто, капитан сборной СССР по футболу
- Павел Шевандо — Анатолий Ильин, футболист
- Владимир Гуськов — Игорь Леонидович Численко, футболист
- Юрий Трубин — Алекпер Амирович Мамедов, футболист
- Александр Лучинин — Виктор Царёв, футболист
- Игорь Сильченко — Борис Кузнецов, футболист
- Андрей Клавдиев — Генрих Федосов, футболист
- Евгений Романцов — Константин Крижевский, футболист
- Александр Рагулин — Василий Трофимов, футболист
- Александр Алёшкин — Владимир Савдунин, футболист
- Станислав Раскачаев — Сергей Сальников, футболист
- Вахтанг Махареишвили — Михаил Месхи, футболист
- Дмитрий Арбенин — Юрий Ковалёв, футболист
- Руслан Нахушев — Валентин Бубукин, футболист
- Арам Вардеванян — Никита Павлович Симонян, футболист
- Данила Тезов — Владимир Кесарев, футболист
- Глеб Гервассиев — Владимир Беляев, футболист
- Ираклий Квантришвили — Вальтер Саная, футболист

## История создания
Руководствуясь рекомендацией президента РФ о необходимости создания художественного фильма, посвящённого жизни Льва Яшина, создатели фильма организовали рабочую группу, в состав которой вошли представители инициаторов проекта и вдова вратаря. Возглавил группу Сергей Степашин.
Фильм получил одобрение и поддержку со стороны ветеранов отечественного спорта, партнёров Льва Яшина в играх за клуб и сборную СССР, со стороны семьи вратаря и многочисленных болельщиков «Динамо».